# آنتونی دین (دوچرخه‌سوار)
آنتونی دین (انگلیسی: Anthony Dean؛ زادهٔ ۲۲ آوریل ۱۹۹۱) دوچرخه‌سوار اهل استرالیا است.
وی در مسابقات کشوری و بین‌المللی در مجموع برندهٔ ۱ مدال نقره شده‌است.